# James Fordyce
James Fordyce (1720 en Aberdeen, Escocia–1 de octubre de 1796 en Bath, Inglaterra) fue un clérigo y escritor del siglo XVIII. 

## Biografía
James Fordyce es principalmente reconocido por su colección de sermones publicada en 1766 bajo el título Sermons for Young Women (Sermones para mujeres jóvenes), conocidos popularmente como Los sermones de Fordyce. Debido a su gran habilidad para hablar en público, fue un orador popular. En el año 1771, a los 51 años de edad, contrajo matrimonio con Henrietta Cummyngs.